# Mofos
Mofos — канадська порнографічна кіностудія, що спеціалізується на реаліті-порнографії. Mofos Network є однією з найбільших мереж в складі MindGeek.

## Опис
Сайт Mofos.com був створений в 2008 році компанією Brazzers. Мета створення полягала в зйомці відео з більш простими сюжетними лініями, на відміну від відео Brazzers. У березні 2010 року Mofos, Brazzers і кілька інших сайтів були придбані компанією Manwin. У жовтні 2013 року Manwin була перейменована в MindGeek. Mofos займає п'ятнадцяте місце за популярністю в мережі порносайтів MindGeek. Дистрибуцією фільмів, як і фільмів інших студій в складі MindGeek, займається Pulse Distribution.

## Статистика
За даними Alexa Internet на квітень 2019 року, сайт Mofos.com має глобальний рейтинг 15 212.

## Дочірні сайти
У мережі Mofos Network в даний час працює двадцять сайтів, включаючи сайти п'яти серіалів. Кожен сайт дотримується різних тем та сюжетних ліній в межах жанру реаліті-порнографії. Теми можуть включати в себе: міжрасову порнографію, публічний секс, тінейджерів, які досягли повноліття, зрілих жінок і так далі. Кожен сайт має тематичну назву.
Деякі приклади:
- I Know That Girl
- Latina Sex Tapes
- Lets Try Anal
- Public Pickups
- Pervs On Patrol
- She's A Freak

## Нагороди та номінації
| Рік  | Нагорода   | Результат | Категорія                     |
| ---- | ---------- | --------- | ----------------------------- |
| 2011 | YNOT Award | Перемога  | Найкращий мобільний сайт року |
| 2013 | AVN Award  | Номінація | Best Membership Site          |
| 2015 | AVN Award  | Номінація | Best Membership Website       |